# Södermanlands runinskrifter Fv1982;235
Södermanlands runinskrifter Fv1982;235 är en vikingatida runsten av gnejs i Viby, Spelviks socken och Nyköpings kommun. Runstenen påträffades 1981 och restes på platsen samma år. Stenen var tidigare okänd och hittades på ett gravfält norr om boningshuset på Viby gård. Fyndplatsen är stenens ursprungliga plats. Runstenen är 1,55 meter hög, 1 meter bred och 35 centimeter tjock. Runhöjden är 8 centimeter. Stenen är rest av Ögir och ett eller två syskon till honom till minne av fadern Öpir. Den Öpir som nämns här är med all sannolikhet samme man som omnämns på stenarna Sö 137 och Sö 138.

## Inskriften
Translitterering av runraden:
ayk...-(ʀ) · auk · s--... ...---... ...-ʀ · -e-u rais... stain iftiʀ ybi · faþur · sin
Normalisering till runsvenska:
Øyg[æi]ʀʀ(?) ok ... ... [þæi]ʀ [l]e[t]u ræis[a] stæin æftiʀ Øpi, faður sinn.
Översättning till nusvenska:
Öger(?) och ... de läto resa stenen efter Öpir, sin fader."